# Вісімка (пристрій)

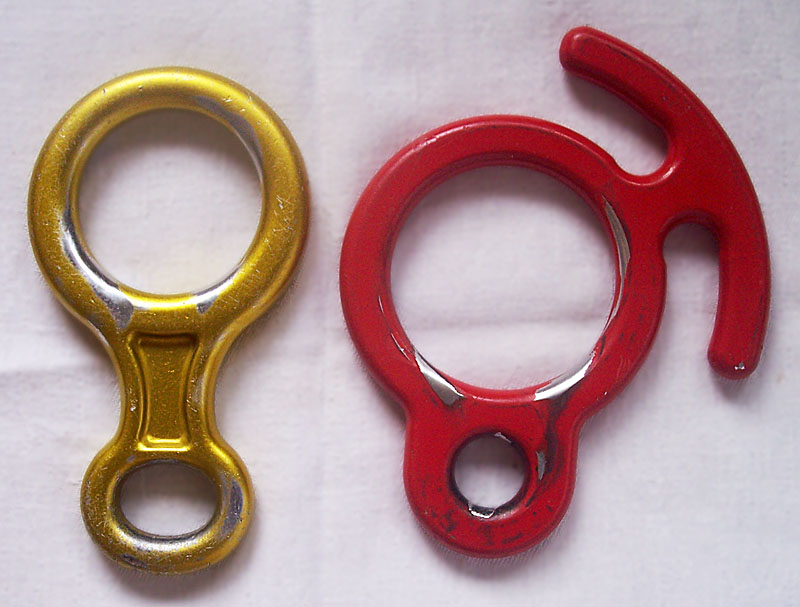
Вісімка (ліворуч) і вісімка з вусами (праворуч)

Вісімка — пристосування для організації страховки і швидкісного спуску (дюльфером) в альпінізмі,  скелелазінні і  спелеології.

## Матеріали та типи
Як правило, це металева (сплави алюмінію або сталь) лита деталь, що повторює за формою цифру вісім. Два кільця нерозривно з'єднані одне з одним, одне менше іншого в півтора рази з діаметром внутрішнього кола до 50 мм.
Згідно з вимогами UIAA, вісімка повинна витримувати навантаження 2500 кг.
В  промисловому альпінізмі зручніше використовувати вісімку з вусами (рогами, іклами) — на більшому кільці передбачаються ріжки, на які можна обв'язати  мотузку у дві-три петлі. Це робиться для фіксації на/по мотузці. Вісімки без ріжок вважаються спортивними (швидкісними), вісімки з вусами застосовуються повсюдно (альпінізм, промисловий альпінізм і в інших областях).

## Використання

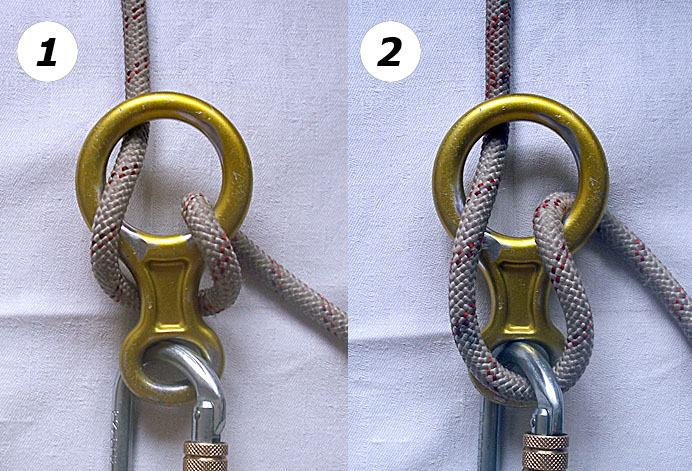
Використання вісімки (пояснення в тексті)

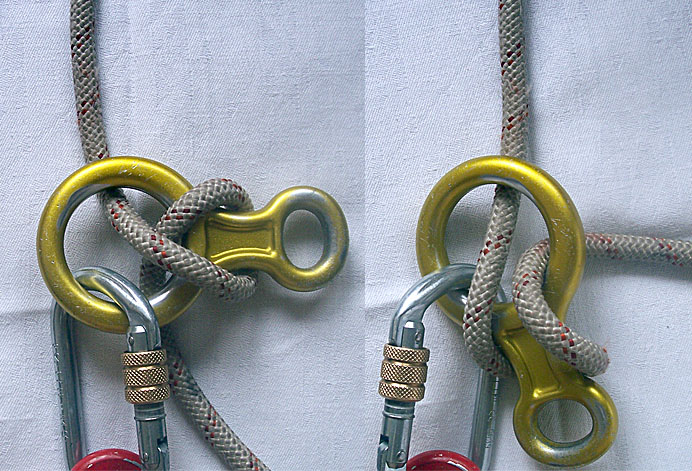
Режим автоматичної фіксації (пояснення в тексті)

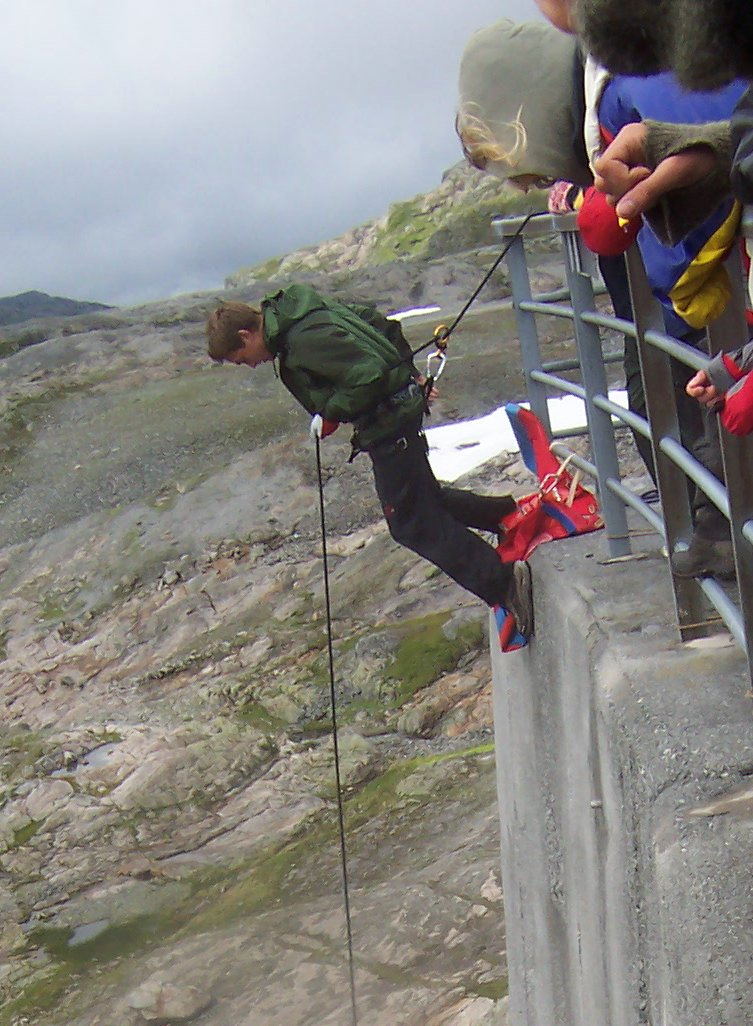
Дюльфер з вісімкою

Через велике тертя вісімка збільшує зусилля на мотузці в 4-20 разів. Наприклад, якщо утримувати мотузку руками перед вісімкою з силою 25 кг, то за вісімкою зусилля буде 200 кг, при зусиллі захоплення руками 50 кг — 300 кг.

### Застосування вісімки для страховки
Вісімка застосовується для страховки при спуску і підйомі спортсмена з важким рюкзаком, потерпілого з супроводжуючим та ін.
При страховці вісімка закріплюється на верхньому пункті, малим кільцем до карабіна бази. Мотузка проходить через велике кільце і охоплює шийку (див. ілюстрацію 1). Учасник на страховці стоїть на самостраховці і утримує мотузку по різні сторони від вісімки, видаючи або вибираючи мотузку у міру руху і стежачи, щоб карабін був напруженим.

### Застосування вісімки для спуску (дюльфером)
Увага: спуск стрімкими схилами дюльферуванням на одній вісімці без застосування додаткової страховки є грубим порушенням техніки безпеки. Проте, згідно з останніми правилами, для змагань з техніки спортивного туризму, є допустимим.
1. При повільному спуску, спуску з рюкзаком або вантажем або при спуску важкого вантажу мотузка закидається через шийку вісімки, що посилює тертя і уповільнює спуск (див. ілюстрацію 1).
2. При швидкісному (спортивному) спуску мотузка проводиться через  карабін (див. ілюстрацію 2).
3. Можна використовувати також метод спуску, при якому вісімка автоматично фіксується. Для цього мотузка закручується на 180° проти годинникової стрілки і закидається за шийку вісімки. При спуску одна рука спортсмена повинна постійно утримувати нижню частину мотузки. Іншою рукою учасник виводить вісімку з фіксації, повертаючи її мале кільце вниз. Якщо підняти кільце або просто його відпустити, то мотузка застрягне і спуск припиниться (див. ілюстрацію).

Такий метод страховки (див. ілюстрацію 3) принципово небезпечний і не рекомендується до застосування.
Зіскакування мотузки з малого кільця призведе до повної втрати контролю над мотузкою і неконтрольованого падіння.
Найбезпечніший метод страховки вказаний на рис. 2. Найбільша безпека забезпечується пропусканням мотузки і через вісімку, і через карабін. Будь-який з двох інших методів у випадку поломки вісімки призводить до неконтрольованого зриву.

## Переваги
- Простота конструкції.
- Висока міцність.

## Недоліки
- Неможливість фіксації мотузки (ця проблема вирішується застосуванням рогатих вісімок).
- Труднощі забезпечення ефективного підйому.
- Перекручування мотузки.